# 1798 au Bas-Canada
Cet article traite des événements survenus en 1798 au Bas-Canada. 

## Naissances
- 20 avril - Sir William Edmond Logan (géologue)
- 25 avril - Charles-François Baillargeon (personnalité religieuse)